# Epilampra mimosa
Epilampra mimosa är en kackerlacksart som beskrevs av Rocha e Silva och Aguiar 1978. Epilampra mimosa ingår i släktet Epilampra och familjen jättekackerlackor. Inga underarter finns listade i Catalogue of Life.